# Józef Kaczmarek
Józef Kaczmarek (ur. 19 lutego 1905 w Herbach, zm. 23 marca 1983 w Krzepicach) – polski lekarz, organizator placówek służby zdrowia, działacz społeczny i samorządowy.

## Życiorys
W 1924 roku ukończył gimnazjum w Piotrkowie Trybunalskim. Po studiach na Wydziale Lekarskim Uniwersytetu Warszawskiego odbył roczną służbę w Szkole Podchorążych Sanitarnych w Warszawie. Od 1933 roku pełnił funkcję ordynatora w szpitalu dla nerwowo i psychicznie chorych w Grudziądzu. Uczestnik walk kampanii wrześniowej. W kolejnych latach II wojny światowej przebywał w Krzepicach, gdzie w 1940 roku rozpoczął pracę w miejskim szpitalu. W 1944 roku aresztowany przez Niemców za działalność na rzecz społeczeństwa polskiego.
Po wojnie – działacz samorządowy i radny w Krzepicach. Od 1945 roku jeden z pierwszych nauczycieli organizowanego Gimnazjum w Krzepicach (obecnie liceum). W 1947 roku zorganizował ośrodek zdrowia w Krzepicach. Pełnił funkcję ordynatora i dyrektora szpitala miejskiego. W latach 60. zabiegał o utworzenie szpitala odwykowego dla leczenia osób uzależnionych od alkoholu, który decyzją z 2 grudnia 1963 roku utworzono w Parzymiechach na terenie zdewastowanego zespołu parkowo-pałacowego, powołując Józefa Kaczmarka na stanowisko dyrektora. W ramach organizacji ośrodka wybudowane zostały budynki szpitalne, hotel pracowniczy, powołano pomocniczy zakład remontowo-budowlany.
Przeszedł na emeryturę 30 września 1974 roku. Uhonorowany jako założyciel tablicą pamiątkową na terenie zakładu odwykowego w Parzymiechach.